# وراخ
قرية وراخ، هي أحد القرى التابعة لمحافظة العقيق التابعة بمنطقة الباحة، تقع وراخ في شمال شرق منطقة الباحة، تبعد قرية وراخ عن مدينة الباحة ما يقارب 100 كم، تعتبر قرية وراخ أوسط القرى بشمال منطقة الباحة حيث تتوسط قرية معشوقة وكرا والسويسية والبعيثة.

## المناخ
مناخ قرية وراخ بارد شتاءً وحار صيفاً حيث تصل درجة الحرارة القصوى إلى 40 درجة مؤيه، تتميز قرية وراخ بصفاء اجوائها من الغبار والاتربة صيفاً وغالباً تكون اجوائها ممطرتً في فصل الشتاء كما تتميز بأجوائها الخالية من الضباب شتاءً .

## التعليم والخدمات الأخرى
يوجد بها مركز يتوسط القرية، كما يوجد بها مخفر للشرطة، كما يوجد بقرية وراخ الخدمات الاساسية حيث يوجد بها مدارس الأولاد والبنات من ابتدائي ومتوسط إلى الثانوي، يوجد بها مركز وراخ الصحي، كما يوجد بها مدرسة روضة للأطفال، يوجد بالقرية المكتب التعاوني للدعوة والإرشاد وتوعية الجاليات حيث يشكل جانب مهم ومتمير على مستوى منطقة الباحة حيث حصل في عام 1432 على المركز الثالث على مستوى المنطقة، تبعد قرية وراخ عن جامعة الباحة حوالي 45 كم.

## التضاريس
طبيعة قرية وراخ هي سلسلة من جبال الحجاز متوسطة الارتفاع، يوجد بها العديد من الاودية الكبير مثل وادي وراخ، وادي دثنة، وادي بيدة، وادي الشيق. كما يوجد فيها بعض الجبال المشهورة مثل العيسوب، حلى أبو صلال، حلى الوابه، حلى أبو سعد.